# Magomedrasul Khasbulaev
Magomedrasul Khasbulaev (Makhachkala, 23 de outubro de 1986) é um lutador russo de artes marciais mistas, atualmente compete no Peso Pena do Bellator Fighting Championships. Ele é Campeão Russo de Sambo.

## Carreira no MMA

### Começo da carreira
Khasbulaev fez sua estréia profissional em Abril de 2009, seu técnico era Shamil Zavurov (o irmão).
Khasbulaev atingiu a final de um torneio, onde perdeu para Shamil Zavurov por finalização (mata leão) no primeiro round.
Khasbulaev enfrentou Daniel Weichel em 5 de Março de 2011 no M-1 Challenge XXIII: Grishin vs Guram. Ele perdeu por finalização (triângulo) no primeiro round.

### Bellator Fighting Championships
Em Julho de 2012 Khasbulaev assinou com a organização americana Bellator Fighting Championships.
Em sua estréia na América do Norte, Khasbulaev enfrentou Nayeb Hezam em 12 de Outubro de 2012 no Bellator 76. Ele venceu a luta por nocaute no primeiro round.
Khasbulaev rapidamente voltou ao cage para o Bellator menos de um mês da sua luta anterior no Bellator 79 em 2 de Novembro de 2012. Ele derrotou Josh Pulsifer por finalização no primeiro round.
Khasbulaev enfrentou o lutador de Jiu Jitsu Brasileiro Fabricio Guerreiro nas Quartas de Final do Torneio de Penas da Oitava Temporadaem 7 de Fevereiro de 2013 no Bellator 88. Ele venceu a luta por finalização no segundo round.
Khasbulaev enfrentou Marlon Sandro na Semifinal do Torneio em 7 de Março de 2013 no Bellator 92. Após dois rounds de dominação total, ele venceu a luta por nocaute técnico no terceiro round.
Khasbulaev enfrentou Mike Richman na final do Torneio em 4 de Abril de 2013 no Bellator 95. Ele venceu a luta por decisão unânime e agorá terá uma chance pelo Cinturão Peso Pena do Bellator ainda em 2013.

## Campeonatos e realizações

### Artes marciais mistas
- Bellator Fighting Championships
  - Vencedor do Torneio de Penas da Oitava Temporada do Bellator
- League S-70
  - Vencedor do Torneio de Meio Médios de 2012 do S-70
- M-1 Global
  - Finalista do Torneio de Meio Médios da Europa Oriental de 2010 do M-1 Selection

### Sambo
- Federação Mundial de Combat Sambo
  - Campeonato Mundial de Sambo do WCSF de 2010
  - Federação Internacional de Sambo Amador
  - Campeão Russo de Combat Sambo (2009)

## Cartel no MMA
| Cartel no MMA   |             |            |
| 26 lutas        | 21 vitórias | 5 derrotas |
| Por nocaute     | 6           | 0          |
| Por finalização | 12          | 4          |
| Por decisão     | 3           | 1          |

| Res.    | Cartel | Oponente              | Método                           | Evento                                           | Data       | Round | Tempo | Local                                 | Notas                                                                               |
| ------- | ------ | --------------------- | -------------------------------- | ------------------------------------------------ | ---------- | ----- | ----- | ------------------------------------- | ----------------------------------------------------------------------------------- |
| Vitória | 21–5   | Mike Richman          | Decisão (unânime)                | Bellator 95                                      | 04/04/2013 | 3     | 5:00  | Atlantic City, New Jersey             | Final do Torneio de Penas da 8ª Temporada.                                          |
| Vitória | 20–5   | Marlon Sandro         | Nocaute Técnico (socos)          | Bellator 92                                      | 07/03/2013 | 3     | 2:38  | Temecula, California                  | Semifinal do Torneio de Penas da 8ª Temporada.                                      |
| Vitória | 19–5   | Fabricio Guerreiro    | Finalização (triângulo de braço) | Bellator 88                                      | 07/02/2013 | 2     | 1:15  | Duluth, Georgia                       | Quartas de Final do Torneio de Penas da 8ª Temporada.                               |
| Vitória | 18–5   | Josh Pulsifer         | Finalização (mata leão)          | Bellator 79                                      | 02/11/2012 | 1     | 3:30  | Rama, Ontario                         | Luta Reserva do Torneio de Penas de 7ª Temporada                                    |
| Vitória | 17–5   | Nayeb Hezam           | Nocaute (socos)                  | Bellator 76                                      | 12/10/2012 | 1     | 0:24  | Windsor, Ontario                      | Luta Reserva do Torneio de Penas de 7ª Temporada                                    |
| Vitória | 16–5   | Alexei Nazarov        | Decisão (unânime)                | League S-70 - Russian Championship Finals        | 11/08/2012 | 3     | 5:00  | Sochi, Krasnodar Krai                 | Final do Torneio de Meio Médios de 2012 do S-70                                     |
| Vitória | 15–5   | Oleg Bagov            | Nocaute (soco)                   | League S-70 - Russian Championship Semifinals    | 25/05/2012 | 2     | 1:57  | Moscow, Moscow Oblast                 | Semifinal do Torneio de Meio Médios de 2012 do S-70                                 |
| Vitória | 14–5   | Sergei Andreev        | Nocaute Técnico (socos)          | League S-70 - Russian Championship First Round   | 22/12/2011 | 1     | 2:20  | Volgograd, Volgograd Oblast           | Round de Abertura do Torneio de Meio Médios de 2012 do S-70                         |
| Vitória | 13–5   | Magomed Dzhavadkhanov | Finalização (chave de calcanhar) | ProFC - Battle in the Caucasus                   | 22/10/2011 | 1     | 1:14  | Khasavyurt, Republic of Dagestan      |                                                                                     |
| Derrota | 12–5   | Daniel Weichel        | Finalização Técnica (triângulo)  | M-1 Challenge XXIII: Grishin vs Guram            | 05/03/2011 | 1     | 3:26  | Moscow, Moscow Oblast                 |                                                                                     |
| Vitória | 12–4   | Krzysztof Wolski      | Finalização (chave de calcanhar) | Fight on the East - Poland vs. Ukraine           | 23/01/2011 | 1     | 2:02  | Rzeszów, Sandomierz Basin             |                                                                                     |
| Vitória | 11–4   | Jakub Tangiev         | Nocaute Técnico (socos)          | ProFC - Union Nation Cup 10                      | 21/11/2010 | 1     | 4:20  | Yerevan                               |                                                                                     |
| Vitória | 10–4   | Jaroslav Franchuk     | Nocaute Técnico (socos)          | M-1 Selection Ukraine 2010 - Round 6             | 06/11/2010 | 1     | 4:47  | Kiev, Oblast de Kiev                  |                                                                                     |
| Derrota | 9–4    | Ivan Buchinger        | Finalização (mata leão)          | Heroes Gate 2                                    | 21/10/2010 | 2     | 4:09  | Prague, Vltava                        |                                                                                     |
| Vitória | 9–3    | Sergey Grechka        | Finalização (mata leão)          | M-1 Global - M-1 Ukraine Battle of Lions         | 01/10/2010 | 1     | 3:30  | Leópolis, oblast de Leópolis          |                                                                                     |
| Vitória | 8–3    | Kirill Krikunov       | Finalização (chave de braço)     | M-1 Selection Ukraine 2010 - Clash of the Titans | 18/09/2010 | 1     | 4:59  | Kiev, Oblast de Kiev                  |                                                                                     |
| Vitória | 7–3    | Kirill Krikunov       | Finalização (triângulo)          | M-1 Global - Battle on the Neva 4                | 19/08/2010 | 1     | 2:13  | Saint Petersburg, Leningrad Oblast    |                                                                                     |
| Derrota | 6–3    | Shamil Zavurov        | Finalização (mata leão)          | M-1 Selection 2010 - Eastern Europe Finals       | 22/07/2010 | 1     | 3:16  | Moscow, Moscow Oblast                 | Final do Torneio de Meio Médios da Europa Oriental do M-1 Selection 2010            |
| Vitória | 6–2    | Radik Iboyan          | Finalização (chave de braço)     | M-1 Selection 2010 - Eastern Europe Round 3      | 28/05/2010 | 1     | 1:50  | Kiev, Oblast de Kiev                  | Semifinal do Torneio de Meio Médios da Europa Oriental do M-1 Selection 2010        |
| Vitória | 5–2    | Rashid Magomedov      | Decisão (dividida)               | M-1 Selection 2010 - Eastern Europe Round 2      | 10/04/2010 | 3     | 5:00  | Kiev, Oblast de Kiev                  | Quartas de Final do Torneio de Meio Médios da Europa Oriental do M-1 Selection 2010 |
| Vitória | 4–2    | Vladimir Papusha      | Finalização (chave de braço)     | ProFC - Union Nation Cup 5                       | 13/02/2010 | 2     | 2:03  | Nalchik, Kabardino-Balkar Republic    |                                                                                     |
| Derrota | 3–2    | David Khachatryan     | Finalização (mata leão)          | ProFC - Union Nation Cup 3                       | 30/10/2009 | 2     | 2:30  | Rostov-on-Don, Rostov Oblast          |                                                                                     |
| Vitória | 3–1    | Gadzhi Dzhangishiev   | Finalização                      | M-1 Challenge - 2009 Selections 7                | 03/10/2009 | 1     | N/A   | Moscow, Moscow Oblast                 |                                                                                     |
| Derrota | 2–1    | Rashid Magomedov      | Decisão (unânime)                | M-1 Challenge - 2009 Selections 5                | 22/07/2009 | 3     | 5:00  | Saint Petersburg, Leningrad Oblast    |                                                                                     |
| Vitória | 2–0    | Ramzan Algeriev       | Finalização (chave de dedo)      | Pancration SFD Championship 2                    | 11/06/2009 | 1     | 3:15  | Cherkessk, Karachay-Cherkess Republic |                                                                                     |
| Vitória | 1–0    | Yusup Magomedov       | Finalização (chave de braço)     | Pancration SFD Championship 1                    | 10/04/2009 | 1     | 3:15  | Cherkessk, Karachay-Cherkess Republic |                                                                                     |